# Tamira Paszek
Tamira Shelah Paszek (Dornbirn, 6 dicembre 1990) è una tennista austriaca.

## Carriera

### Esordi
Nella categoria junior la tennista austriaca è arrivata in finale al Torneo di Wimbledon nel 2005 e all'US Open nel 2006.
Nel settembre 2005 vince a Sofia il suo primo torneo ITF mentre ad ottobre partecipa per la prima volta ad un torneo WTA a Linz.
Il 24 settembre 2006 vince a Portorose il suo primo torneo WTA della carriera contro l'italiana Maria Elena Camerin.

### 2008
All'inizio del 2008 la Paszek raggiunge le semifinali nel torneo di Auckland, in cui viene sconfitta da Lindsay Davenport per 6-4, 6-3.
Al I turno dell'Australian Open ha un sorteggio poco fortunato che la oppone alla n.3 del seeding, la serba Jelena Janković che ha la meglio solo dopo oltre tre ore di gioco con il punteggio di 12-10 al III e dopo che la giovane austriaca è stata in vantaggio 5-3 e più volte ha servito per il match.
Successivamente prende parte al torneo di Doha ma viene eliminata al primo turno dalla svizzera Patty Schnyder con un perentorio 6-4 6-0. Al torneo di Miami, invece, cede al secondo turno contro la forte tennista russa Anna Čakvetadze.
Al Roland Garros viene battuta al primo turno in tre set dalla francese Émilie Loit.
Al Torneo di Wimbledon viene sconfitta al primo turno dopo tre set per 6-3 5-7 10-8 dall'italiana Francesca Schiavone.
Agli US Open ha sconfitto al primo turno la russa Marija Kirilenko in tre set 6-3 3-6 6-4, per poi perdere al secondo contro un'avversaria di bassa classifica come Magdaléna Rybáriková in due set per 6-1 6-2.
L'8 settembre 2008 arriva in finale al torneo di Bali ma viene sconfitta da Patty Schnyder in due set per 6-3 6-0.

### 2009
La stagione inizia con una serie di sconfitte al primo turno. Solo a marzo la Paszek raggiunge il 2º turno dei torneo di Indian Wells e di Miami.
Il resto della stagione non sarà positivo per la tennista austriaca. Infatti, dopo il Torneo di Wimbledon accusa problemi alla schiena che la terranno fuori per alcuni mesi.

### 2010
In stagione riesce a vincere nuovamente un titolo WTA, a quattro anni di distanza dall'ultimo. Riesce a qualificarsi per il Bell Challenge 2010  e vince tutti e 5 i match nel tabellone principale perdendo solo un set, in finale, contro Bethanie Mattek-Sands.

### 2011
Nel 2011 arriva per la prima volta ai quarti di finale in un torneo del Grande Slam, a Wimbledon. Nel torneo londinese elimina infatti Ayumi Morita, Christina McHale e la testa di serie numero sei, Francesca Schiavone, già finalista del Roland Garros in stagione. Supera anche la Pervak accedendo ai quarti di finale in cui viene eliminata nettamente da Viktoryja Azaranka. Con questo risultato è diventata la seconda tennista austriaca a raggiungere i quarti nel torneo di Wimbledon, dopo Judith Wiesner.

### 2012
Agli Australian Open 2012 e al Roland Garros 2012 esce malamente al primo turno. Neppure nei tornei minori trova molta fortuna.
Con la stagione sull'erba tuttavia Tamira si riscatta, conquistando il suo primo titolo Premier, all'AEGON International 2012. Nel corso del torneo ha superato le teste di serie numero 8 (Daniela Hantuchová), 4 (Marion Bartoli) e 5 (Angelique Kerber), sempre in match lunghi tre set. Grazie alla vittoria sulla Kerber ottiene il primo titolo nel 2012.
Al Torneo di Wimbledon 2012 arriva nuovamente ai quarti di finale come l'anno precedente confermando la sua particolare predilezione verso i campi d'erba, sconfiggendo al primo turno l'ex numero 1 del mondo Caroline Wozniacki e in seguito tenniste "outsider" come Yanina Wickmayer, Alizé Cornet e Roberta Vinci. Ai quarti trova nuovamente Viktoryja Azaranka da cui era stata sconfitta facilmente nel medesimo turno nel 2011 con il punteggio di 6-3 6-1.
Alla Rogers Cup 2012 giunge ai quarti dopo aver battuto al primo ostacolo la n.°25 del mondo Julia Görges 6-2 6-1, al secondo turno usufruisce del ritiro della n.°1 del mondo Viktoryja Azaranka sul 3-3 del primo set, mentre al turno successivo elimina la spagnola Carla Suárez Navarro per 6-3 6-0. La sua strada finisce ai quarti perdendo contro la n.°6 del mondo Petra Kvitová 6-3 6-2.

## Statistiche

### Singolare

#### Vittorie (3)
| Legenda: Prima del 2009 | Legenda: Dal 2009     |
| ----------------------- | --------------------- |
| Grande Slam (0)         |                       |
| Ori Olimpici (0)        |                       |
| WTA Finals (0)          |                       |
| Tier I (0)              | Premier Mandatory (0) |
| Tier II (0)             | Premier 5 (0)         |
| Tier III (0)            | Premier (1)           |
| Tier IV (1)             | International (1)     |

| N. | Data              | Torneo                               | Superficie    | Avversaria in finale  | Punteggio        |
| 1. | 24 settembre 2006 | Banka Koper Slovenia Open, Portorose | Cemento       | Maria Elena Camerin   | 7-5, 6-1         |
| 2. | 19 settembre 2010 | Bell Challenge, Québec               | Sintetico (i) | Bethanie Mattek-Sands | 7-6(6), 2-6, 7-5 |
| 3. | 23 giugno 2012    | AEGON International, Eastbourne      | Erba          | Angelique Kerber      | 5-7, 6-3, 7-5    |

#### Sconfitte (1)
| Legenda: Prima del 2009 | Legenda: Dal 2009     |
| ----------------------- | --------------------- |
| Grande Slam (0)         |                       |
| Argenti Olimpici (0)    |                       |
| WTA Fianls (0)          |                       |
| Tier I (0)              | Premier Mandatory (0) |
| Tier II (0)             | Premier 5 (0)         |
| Tier III (1)            | Premier (0)           |
| Tier IV (0)             | International (0)     |

| N. | Data              | Torneo                                 | Superficie  | Avversaria in finale | Punteggio |
| 1. | 14 settembre 2008 | Commonwealth Bank Tennis Classic, Bali | Cemento (i) | Patty Schnyder       | 3-6, 0-6  |

## Grand Slam Junior

### Singolare

#### Sconfitte (2)
| Tornei del Grande Slam  |
| ----------------------- |
| Australian Open (0)     |
| Open di Francia (0)     |
| Torneo di Wimbledon (1) |
| US Open (1)             |

| N. | Data             | Torneo                      | Superficie | Avversario in finale     | Punteggio     |
| 1. | 2 luglio 2005    | Torneo di Wimbledon, Londra | Erba       | Agnieszka Radwańska      | 3-6, 4-6      |
| 2. | 9 settembre 2006 | US Open, New York           | Cemento    | Anastasija Pavljučenkova | 6-3, 4-6, 5-7 |

## Risultati in progressione
| Sigla | Risultato               |
| ----- | ----------------------- |
| V     | Vincitore               |
| F     | Finalista               |
| SF    | Semifinalista           |
| O     | Oro olimpico            |
| A     | Argento olimpico        |
| SF    | Bronzo olimpico         |
| QF    | Quarti di Finale        |
| 4T    | Quarto turno            |
| 3T    | Terzo turno             |
| 2T    | Secondo turno           |
| 1T    | Primo turno             |
| RR    | Round Robin             |
| LQ    | Turno di qualificazione |
| A     | Assente                 |
| ND    | Non disputato           |

| Legenda superfici    |
| -------------------- |
| Cemento              |
| Terra battuta        |
| Erba                 |
| Superficie variabile |

### Singolare
| Torneo                            | 2005 | 2006 | 2007  | 2008  | 2009  | 2010  | 2011  | 2012 | 2013 | 2014 | 2015 | V–S   | Carriera |
| --------------------------------- | ---- | ---- | ----- | ----- | ----- | ----- | ----- | ---- | ---- | ---- | ---- | ----- | -------- |
| Tornei del Grande Slam            |      |      |       |       |       |       |       |      |      |      |      |       |          |
| Australian Open                   | A    | A    | 2T    | 1T    | 1T    | 1T    | 1T    | 1T   | 2T   | Q2   | A    | 2–7   | 0 / 7    |
| Open di Francia                   | A    | A    | 2T    | 1T    | 1T    | A     | 1T    | 1T   | 1T   | 2T   |      | 2–7   | 0 / 7    |
| Wimbledon                         | A    | A    | 4T    | 1T    | 1T    | Q2    | QF    | QF   | 1T   | 1T   |      | 11–7  | 0 / 7    |
| US Open                           | A    | A    | 4T    | 2T    | A     | 2T    | 1T    | 1T   | Q2   | Q2   |      | 5–5   | 0 / 5    |
| Vittorie-sconfitte                | 0–0  | 0–0  | 8–4   | 1–4   | 0–3   | 1–2   | 4–4   | 4–4  | 1–3  | 1–2  | 0-0  | 20–26 |          |
| Finali                            | 0    | 1    | 0     | 1     | 0     | 1     | 0     | 1    | 0    | 4    | 0    |       | 7        |
| Tornei vinti                      | 0    | 1    | 0     | 0     | 0     | 1     | 0     | 1    | 0    | 0    | 0    |       | 2        |
| Record vittorie-sconfitte         | 17-5 | 18-7 | 33-18 | 13-19 | 10-12 | 32-23 | 26-16 |      |      |      |      |       | 150-99   |
| Posizione nel Ranking a fine anno | 365  | 181  | 42    | 73    | 186   | 90    | 43    | 30   | 181  | 133  |      |       |          |

## Vittorie contro giocatrici Top 10
| Stagione | 2008 | 2009 | 2010 | 2011 | 2012 | Totale |
| Vittorie | 1    | 0    | 0    | 1    | 4    | 6      |

| #    | Giocatrice          | Ranking | Evento                               | Superficie | Turno | Punteggio        | Rank. TPR |
| ---- | ------------------- | ------- | ------------------------------------ | ---------- | ----- | ---------------- | --------- |
| 2008 |                     |         |                                      |            |       |                  |           |
| 1.   | Ana Ivanović        | 1       | Canadian Open, Montréal              | Cemento    | 3T    | 6-2, 1-6, 6-2    | 94        |
| 2011 |                     |         |                                      |            |       |                  |           |
| 2.   | Francesca Schiavone | 7       | Torneo di Wimbledon, Londra          | Erba       | 3T    | 3-6, 6-4, 11-9   | 80        |
| 2012 |                     |         |                                      |            |       |                  |           |
| 3.   | Marion Bartoli      | 9       | Eastbourne International, Eastbourne | Erba       | SF    | 4-6, 7-5, 6-4    | 59        |
| 4.   | Angelique Kerber    | 8       | Eastbourne International, Eastbourne | Erba       | F     | 5-7, 6-3, 7-5    | 59        |
| 5.   | Caroline Wozniacki  | 7       | Torneo di Wimbledon, Londra          | Erba       | 1T    | 5-7, 7-6(4), 6-4 | 37        |
| 6.   | Viktoryja Azaranka  | 1       | Canadian Open, Montréal              | Cemento    | 2T    | 3-3 rit.         | 43        |